# Орлова Гора
Орлова Гора — местечко (населённый пункт) в Струго-Красненском районе Псковской области России, входит в городское поселение Струги Красные.
Расположено в 7 км к северу от административного центра района — рабочего посёлка (посёлка городского типа) Струги Красные, южнее озера Щирское.

## Население
| 2001 | 2011 | 2020 | 2021 |
| ---- | ---- | ---- | ---- |
| 25   | ↗30  | ↘9   | ↘4   |

Численность населения местечка по оценке на конец 2000 года составляла 25 жителей, по оценке на начало 2011 года — 30 жителей.